# 王桢之
王桢之（？—？），字公榦，琅邪郡临沂县（今山东省临沂市）人，王羲之之孙，王徽之之子，在东晋历任侍中、大司马长史。

## 生平
桓玄做太尉的时候，大会宾客，朝中的大臣们都来了。桓玄刚坐下就问王桢之说：“我与您的七叔王献之相比如何？”这时大臣们都担心得屏住呼吸。王桢之缓缓答道：“已去世的叔叔是一时楷模，您是千载英豪。”大家听罢都很高兴。

## 家庭

### 儿子
- 王翼之，字季弼，官至广州刺史

### 孙子
- 王法兴，骠骑参军
- 王法明